# Tartessus gokaensis
Tartessus gokaensis är en insektsart som beskrevs av Tokuichi Shiraki 1913. Tartessus gokaensis ingår i släktet Tartessus och familjen dvärgstritar. Inga underarter finns listade i Catalogue of Life.